# Palm-size PC
Palm-Size PC (англ. «Персональный компьютер размером с ладонь») — первая программная платформа компании Microsoft для бесклавиатурных карманных персональных компьютеров (КПК). Данная платформа появилась в 1998 году и была основана на ядре Windows CE 2.01 (впоследствии применялась Windows CE 2.11). Аппаратная часть устройств строилась на базе RISC-процессоров с архитектурой SuperH (SH3) и MIPS. Первоначально платформа должна была называться «Palm PC», однако, из-за судебного иска компании Palm, название было изменено на Palm-Size PC. В 2000 году появилась новая платформа Microsoft для бесклавиатурных устройств — Pocket PC 2000 (на базе Windows CE 3.0), которая заменила платформу Palm-size PC и стала основным направлением компании Microsoft на рынке КПК.
Устройства под управлением операционной системы Palm-Size PC были выведены на рынок для конкуренции с весьма популярными в то время бесклавиатурными КПК Palm. Palm-size PC оснащались качественным дисплеем с QVGA-разрешением (320x240 точек), графический интерфейс пользователя напоминал интерфейс Windows для настольных компьютеров, они были более производительными и функциональными, чем КПК под управлением Palm OS, позднее появились устройства с цветным экраном (Palm-size PC 1.1/1.2). Однако Palm-size PC не получили значительного распространения, поскольку, с одной стороны их габариты и вес (особенно у моделей с цветным экраном), превышали аналогичные показатели Palm, а с другой стороны, функциональность Palm-size PC была существенно ниже, чем у клавиатурных КПК под управлением Microsoft Handheld PC (альтернативная платформа, основанная на ядре Windows CE). Тем не менее платформа развивалась. Компания Microsoft позиционировала поздние устройства Palm-size PC как мультимедийные, что в 2000 году привело к переименованию платформы в «Pocket PC» и дистанцированию от КПК Palm, которые были ориентированы в первую очередь на бизнес-пользователей.

## Список КПК Palm-Size PC

### Palm-size PC 1.0 (Windows CE 2.01)
- Casio Cassiopeia E-10/E-11
- Compaq Aero 1500/1520
- Philips Nino

### Palm-size PC 1.2 (Windows CE 2.11)
- Casio Cassiopeia E-15
- Cassio Cassiopeia E-100/E-105
- Compaq Aero 1530/1550
- Compaq Aero серии 2100
- Everex Freestyle
- HP Jornada 420/430